# バールベック＝ヘルメル県
バールベック＝ヘルメル県（バールベック＝ヘルメルけん、アラビア語: بعلبك - الهرمل B‘alabak-Al Hirmil）はレバノンの県のひとつ。同国東部、ベッカー高原に位置する。行政府所在地はバールベック。ベッカー県のバールベック郡およびヘルメル郡が分離・統合する形で設置された。県名は元となった両郡から採られている。2014年に県知事が就任し本格的な行政サービスが開始されたが、県設置が明記された法律制定日は2003年7月16日である。
面積はレバノンの県では最も大きく、人口は約46万人（2017年推計）。主要都市は首府バールベックのほかにヘルメルがある。

## 下位行政区画
2郡に区分される。ベッカー県時代との領域等の変更はない。郡の下には基礎自治体が存在する。
- バールベック郡（英語版）
- ヘルメル郡（英語版）